# 張𤣹
張，或做珺、尹，山西崞縣人，清朝官員，歲貢。

## 生平
康熙二十九年（1690年），張尹接替朱道中擔任福建省台灣府諸羅縣知縣。升河南彰德府知府。
1920年臺南廟宇調查，張尹被供奉於廣慈院。